# 門前温泉
門前温泉（もんぜんおんせん）は、栃木県那須塩原市（旧国下野国）にある塩原温泉郷の一つの温泉。温泉郷の中心的機能を有する。

## 泉質
- 塩化物泉・単純温泉[2]
  - 源泉温度 : 52 - 76℃

### 効能
- きりきず・やけど・慢性皮膚病・虚弱児童・慢性婦人病

※注 : 効能はその効果を万人に保証するものではない　

## 温泉街
塩原温泉旅館組合加盟の旅館が5軒、ほか数軒の温泉宿がある。塩原街道沿いに旅館や飲食店が連なり、温泉観光地としての繁華街を形成する。源泉は箒川の両岸に16か所あり、観光客向けの近代的な宿泊施設が多い。大江戸温泉物語ホテルニュー塩原は塩原温泉郷最大級の規模を持つ。2006年には、塩原温泉郷の開湯1200年を記念して日本最大級の足湯施設「湯っ歩の里」が箒川右岸に開業した。
　

## 歴史
平安時代末期の創建と伝えられる妙雲寺の門前町として発展し、町役場や小学校、公民館の集まる塩原町の中心部となった。1968年には八汐橋が開通し、右岸の台地上の市街地化が進んだ。
　

## 交通
- 鉄道 : JR宇都宮線西那須野駅よりJRバス約40分、「塩原門前」下車。（東北新幹線那須塩原駅からは約63分）
  - 野岩鉄道上三依塩原温泉口駅からゆ～バスで約24分、「塩原門前」下車。
- 車 : 東北自動車道西那須野塩原ICより国道400号へ約20分。